# Luciano Marangon
Luciano Marangon (* 21. Oktober 1956 in Quinto di Treviso) ist ein ehemaliger italienischer Fußballspieler. Der einfache Nationalspieler feierte seine größten Erfolge im Trikot von Hellas Verona.

## Karriere
Luciano Marangon wurde am 21. Oktober 1956 im norditalienischen Quinto di Treviso in der Region Venetien geboren. Das Fußballspielen lernte er in der Jugend von Juventus Turin, wo er zur Saison 1974/75 auch seinen ersten Profivertrag unterschrieb. Dieses Engagement verlief jedoch ohne Einsatz in der ersten Mannschaft des italienischen Rekordmeisters. 1975 wurde der junge Verteidiger zu Lanerossi Vicenza transferiert. Bei dem mittlerweile in die Serie B abgerutschten Traditionsverein entwickelte sich Marangon schnell zum Stammspieler und etablierte sich in der Mannschaft von Lanerossi Vicenza. Nachdem in der ersten Saison der Abstieg in die dritte Liga nur knapp vermieden werden konnte, präsentierte sich Vicenza in der Serie B 1976/77 viel stärker und belegte zum Ende aller Spieltage den ersten Platz mit zwei Punkten vor Atalanta Bergamo, was die Rückkehr in die Serie A bedeutete. Und dort wusste das Team von Trainer Giovan Battista Fabbri sehr zu überzeugen. Überraschend belegte die Mannschaft als Aufsteiger in der Serie A 1977/78 den zweiten Platz und holte einzig hinter Juventus Turin die Vizemeisterschaft. Bis heute stellt dieses Ergebnis den größten Erfolg des längst in Vicenza Calcio umbenannten Vereins in der ersten italienischen Liga dar. Genau so schnell, wie der Aufstieg von Lanerossi Vicenza zur Vizemeisterschaft kam, genau so schnell ging es auch wieder bergab. Nur ein Jahr später stieg man wieder aus der Serie A ab. Mit Platz fünf wurde in der folgenden Zweitligaspielzeit die Rückkehr aufs höchste Level des italienischen Vereinsfußballs verpasst. Nach Ende der Saison 1979/80 verließ Luciano Marangon Lanerossi Vicenza. Zuvor stand er in fünf Jahren 128 Mal in einem Ligaspiel für seinen Verein auf dem Platz, dabei gelangen ihm fünf Torerfolge.
Von 1980 bis 1981 spielte Marangon dann für den SSC Neapel und machte hier 26 Partien in der Serie A, ein Tor sprang nicht heraus. Mit Platz drei wurde im Endklassement eine durchaus gute Position erzielt. Nach dieser einen Saison zog es Luciano Marangon zum AS Rom, wo er ebenfalls 26 Ligapartien im Rahmen der Serie A 1981/82 absolvierte. Am Ende wurde erneut Platz drei belegt. In diese Zeit fällt auch das einzige Länderspiel von Luciano Marangon für die Nationalmannschaft seines Heimatlandes. Gegen die Auswahl der DDR setzte es am 14. April 1982 in Leipzig eine 0:1-Niederlage im Vorbereitungsspiel für die am Ende siegreich gestaltete Fußball-Weltmeisterschaft im darauffolgenden Sommer in Spanien. Danach kam Marangon nicht mehr in der Nationalmannschaft zum Einsatz.
Im Sommer 1982 schloss sich Luciano Marangon dem Erstligaaufsteiger von Hellas Verona an. Dort erlebte der Abwehrspieler drei ausgesprochen erfolgreiche Jahre. Gleich zweimal in Serie erreichte das Team von Trainer Osvaldo Bagnoli in den Spielzeiten 1982/83 und 1983/84 das Endspiel um die Coppa Italia, zeigte sich jedoch sowohl gegen Juventus Turin als auch gegen den AS Rom unterlegen. Auf Ligaebene wurde man als Aufsteiger direkt Vierter und etablierte sich überraschend stark in der Serie A. Nur drei Jahre nach dem Wiederaufstieg spielte Hellas Verona die erfolgreichste Saison der Vereinsgeschichte. Mit Spielern wie dem Deutschen Hans-Peter Briegel, dem Dänen Preben Elkjær Larsen oder Torhüter Claudio Garella sicherte sich der Verein in der Serie A 1984/85 nach dreißig Spieltagen den ersten Platz mit einem Vorsprung von vier Zählern vor Torino Calcio. Dabei stellte Hellas Verona mit nur neunzehn Gegentreffern die stabilste Defensive der Liga, was auch mit als Verdienst von Luciano Marangon angesehen werden kann.
Als amtierender italienischer Meister kehrte Luciano Marangon Hellas Verona im Sommer 1985 nach drei Jahren und 82 Ligaeinsätzen mit zwei Toren den Rücken. Dabei fielen beide Treffer auf die Schlussphase der Meistersaison und waren somit von großer Bedeutung. Für zwei Jahre ging er nun zu Inter Mailand, wo er bis 1987 noch 22 Mal in der Serie A auf dem Platz stand, ohne das gegnerische Tor zu treffen. 1987 beendete Luciano Marangon seine fußballerische Laufbahn schließlich im Alter von 31 Jahren.

## Erfolge
- Italienische Meisterschaft: 1×

1984/85 mit Hellas Verona
- Endspiel in der Coppa Italia: 4×

1982/83 und 1983/84 mit Hellas Verona
- Serie B: 1×

1976/77 mit Lanerossi Vicenza